# Yumbo
Yumbo – miasto w Kolumbii, w departamencie Valle del Cauca.